# Hypericum armenum
Hypericum armenum är en johannesörtsväxtart. Hypericum armenum ingår i släktet johannesörter, och familjen johannesörtsväxter.

## Underarter
Arten delas in i följande underarter:
- H. a. armenum
- H. a. iranicum